# Уголовный кодекс Республики Узбекистан
Уголовный кодекс Республики Узбекистан (УК Узбекистана) — основной и единственный источник уголовного права Узбекистана, устанавливающий преступность и наказуемость деяний на территории Узбекистана.
Действующая редакция Уголовного кодекса Узбекистана была принята 22 сентября 1994 года и вступила в силу с 1 апреля 1995 года, сменив предыдущий Уголовный кодекс Узбекской ССР 1959 года, применявшийся до тех пор.

## Структура кодекса
Кодекс состоит из Общей (разделы 1—7, главы I—XVII) и Особенной частей (разделы I—XV, главы I—XXIV). Сквозная нумерация разделов и глав между частями кодекса отсутствует.
В Общей части рассматриваются основные понятия уголовного законодательства, устанавливаются основания уголовной ответственности и освобождения от неё, общие положения об уголовном наказании и освобождении от него, принудительных мерах лечения, а также особенности уголовной ответственности несовершеннолетних.
Особенная часть включает в себя статьи, описывающие составы конкретных преступлений. Структура Особенной части отражает иерархию ценностей, охраняемых уголовным законом: на первом месте стоят преступления против личности, затем преступления против мира и безопасности человечества, против Республики Узбекистан, экономических, экологических и других государственных и общественных интересов.
Кроме того, в Особенной части имеется раздел 8, который включает в себя определения основных терминов, используемых в кодексе.

## Особенности кодекса
Уголовный кодекс Узбекистана явился одним из первых уголовных кодексов на постсоветском пространстве, ввиду чего его первая редакция была довольно несовершенна, не отражала всех потребностей государства с рыночной экономикой; ввиду этого в 2001 году была произведена существенная модернизация кодекса, имевшая целями приведение кодекса в соответствие с общепризнанными принципами и нормами международного права, либерализации ответственности, криминализации новых и декриминализации устаревших составов преступлений, внедрения в законодательство новейших достижений уголовно-правовой науки.
Установлена ответственность за некоторые деяния, нетипичные для современных уголовных кодексов: в частности, предусмотрена ответственность за бесакалбазлык (мужеложство), которое наказывается лишением свободы на срок до 3 лет. Устанавливается ответственность за многоженство (ст. 126). Статья 174 («Нарушение правил информатизации») предусматривает ответственность за «санкционированный доступ в компьютерные сети без принятия необходимых мер защиты», а также «умышленное изменение, утрата, изъятие или уничтожение информации при санкционированной работе с информационной системой, повлёкшее значительный ущерб». Установлена ответственность за «бездействие власти» (ст. 208), которое представляет собой «умышленное невыполнение должностным лицом действий, которые оно должно было или могло выполнить по службе».
В целом система объектов по УК Узбекистана отличается от традиционной для постсоветского пространства: так, в ней отсутствуют преступления против половой неприкосновенности (соответствующие деяния рассматриваются как посягательства на семью, молодёжь и нравственность); терроризм отнесён к числу преступлений против мира и безопасности человечества; нарушение правил информатизации (компьютерные преступления) — к числу преступлений в сфере экономики, не связанных с хищением чужого имущества и т. д.
Большое внимание уделяется воинским преступлениям. Их рассмотрению посвящено 4 отдельных главы кодекса.
В кодекс регулярно вносятся изменения, отражающие изменения регулируемых им общественных отношений и появление новых видов и форм общественно опасных деяний.
Одной из особенностей кодекса является невозможность освобождения осуждённого от отбывания пожизненного лишения свободы. В уголовных кодексах многих близких к Узбекистану стран (УК РФ, УК Казахстана) предусмотрено условно-досрочное освобождение от отбывания пожизненного лишения свободы, если осуждённый отбыл длительный срок этого наказания (25 лет в РФ и Казахстане).